# Сыдо-Ербинская котловина
Сыдо-Ербинская (Среднеминусинская) котлови́на — межгорная котловина в горах Южной Сибири в Хакасии и на юге Красноярского края, центральная часть обширной Минусинской впадины. Расположена между отрогами Кузнецкого Алатау на западе и Восточного Саяна на востоке. На юге ограничена Косинским хребтом (Азыртал), на севере Батеневским. Площадь — 19 км².
Практически пополам котловина разделена долиной реки Енисей. Поверхность котловины представлена грядами холмов северо-восточного простирания, разделёнными широкими долинами рек Сыда, Ерба и Тесь.
В административном отношении котловина расположена в центральной части Хакасии (южная часть Боградского района) и на юге Красноярского края (центральная часть Краснотуранского и западная Идринского района).

## Климат
Климат континентальный умеренно холодный, с резкими сменами климатических сезонов и выраженными колебаниями температуры воздуха в течение сезонов, месяцев и суток, небольшим количеством выпадающих осадков, небольшой влажностью и сильными ветрами. Количество осадков уменьшается с севера на юг, обратно пропорционально увеличивается испаряемость. Также на количество осадков оказывают влияние окружающие котловину горные хребты. Дождевая тень Кузнецкого Алатау уменьшает количество осадков в западной части котловины, в то же время оживляющие циклонические процессы наветренные склоны Восточного Саяна увеличивают увлажнение восточной части котловины.